# آن ماري مارشان
آن ماري مارشان (بالفرنسية: Anne-Marie Marchand)‏ هي مصممة أزياء تقليدية فرنسية، ولدت في 27 مايو 1927 في باريس في فرنسا، وتوفي بنفس المكان في 1 أغسطس 2005.

## وصلات خارجية
- آن ماري مارشان على موقع IMDb (الإنجليزية)
- آن ماري مارشان على موقع أول موفي (الإنجليزية)
- آن ماري مارشان على موقع قاعدة بيانات الفيلم (الإنجليزية)